# Президент Нагірно-Карабаської Республіки
Президент Нагірно-Карабаської республіки — звання в колишній невизнаній Нагірно-Карабаській республіці. Де факто не мав повноважень поза межами НКР, окупованої військами Вірменії частини Азербайджану.

## Опис
«Президент» обирається строком на 5 років безпосередньо громадянами Нагірно-Карабаської Республіки. Одна і та ж особа не може бути президентом НКР більше двох термінів поспіль.
2007 «президентом» обрано Бако Саакяна.
У жовтні 2023 року, під час воєнних дій у Карабасі, владою Азербайджану було затримано колишніх «президентів» Нагірного Карабаху Аркадія Гукасяна, Бако Саакяна та «голову парламенту» Давида Ішханяна, їх було доставлено до Баку.

## Перелік президентів
|   | Ім'я                                       | Вступив у посаду | Пішов з посади  |
| 1 | Артур Мкртчян, Голова Парламенту           | 7 січня 1992     | 14 квітня 1992  |
| 2 | Георгій Петросян, Чинний Голова Парламенту | 15 квітня 1992   | 14 червня 1993  |
| 3 | Гарен Бабурян, Чинний Голова Парламенту    | 14 червня 1993   | 29 грудня 1994  |
| 4 | Роберт Кочарян, Президент                  | 29 грудня 1994   | 20 березня 1997 |
| 5 | Леонард Петросян, Президент                | 20 березня 1997  | 8 вересня 1997  |
| 6 | Аркадій Гукасян, Президент                 | 8 вересня 1997   | 7 вересня 2007  |
| 7 | Бако Саакян, Президент                     | 7 вересня 2007   | 21 травня 2020  |
| 8 | Араїк Арутюнян, Президент                  | 21 травня 2020   | 10 вересня 2023 |
| 9 | Самвел Шахраманян, Президент               | 10 вересня 2023  | 1 січня 2024    |